# Snyttringe

Snyttringe är en gård från medeltiden i Allhelgona socken (nuvarande Mjölby kommun). Den bestod av 1 7⁄8 mantal. 